# Meinersen
Meinersen là một đô thị thuộc the huyện Gifhorn, trong bang Niedersachsen, Đức. Đô thị này có diện tích 53,83 km². It is situated between the rivers Oker và Aller, cự ly khoảng 12 km về phía tây của Gifhorn, và 25 km về phía đông nam của Celle.
Meinersen là thủ phủ của Samtgemeinde Meinersen ("đô thị tập thể"), gồm các đô thị sau:
- Hillerse
- Leiferde
- Meinersen
- Müden (Aller)